# شراب الكراون للقيقب
شراب الكراون للقيقب (Crown Maple Syrup) وهي شركة معتمدة لتصنيع شراب القيقب العضوي ومقرها في دوفر بلينز، نيويورك. تم تأسيس الشركة من قبل روب تيرنر في عام 2010. إن العصارة المستخدمة في إنتاج شراب القيقب تأتي من أشجار القيقب المغطاة في مناطق متباينة بين وادي هدسون وغرب فيرمونت. يتم معالجة الشراب وتعبئته في مزارع مادفا على مساحة 800 فدان. تُعتبر المزرعة أكبر منشأة لإنتاج شراب القيقب في أمريكا الشمالية

## التاريخ
وكان هناك قطعة أرض مساحتها 800 فدان تقع على حدود بلدة Unionvale وMillbrook و Dover Plains وكانت عبارة عن أرض زراعية خلال الحرب الأهلية. بعد ذلك، توقفت الزراعة في هذة الأرض، وظهرت أشجار القيقب بشكل غير عادي وفي البداية تم شراء الأرض للتنزة في العطلات. في عام 2006، أبلغ واحد من الجيران يُدعى تيرنر أن العقارالذي تبلغ مساحته 800 فدان يحتوي على ما يقرب من 20000 شجرة قيقب. ولم تكن لدى تيرنر معرفة مسبقة بما هو شراب القيقب، استشار تيرنر ملحق كورنيل التعاوني وتعلم طرق لإنتاج شراب القيقب بشكل دائم. تُركت المنطقة دون تغيير حتى عام 2007، عندما تم شراء العقار من قِبل روب تيرنر، وهومحاسب سابق في بنك وول ستريت، وزوجته ليديا. قرر الزوجان استخدام الأرض لتأسيس شركة لتصنيع شراب القيقب. كانت تُسمى الشركة «قيقب الكراون»، وسميت المزرعة فيما بعد مزارع مادافا، بعد مجئ بنات تيرنر (آفا ومادي). قام تيرنر باستخدام الأشجار لأول مرة في عام 2011 وفتح المزرعة أمام الجمهور في عام 2012. ويحتوي العقار على ما لا يقل عن 40000 شجرة قيقب وسكر وتبلغ مساحته 27000 قدم مربع.
في يناير / كانون الثاني 2013، حصلت مزرعة مادافا على منحة أموال من الدولة بغرض إنشاء«وجهة سياحية» في واديMid-Hudson. طباخ مطعم لينكولن والذي يُدعى جوناثان بينو صمم مطبخًا في مقهى مزرعة مادافا.

## إنتاج الشراب
ويضم منزل السكر والذي تبلغ مساحته 27000 قدم مربع في مزرعة مادافا معدات لإنتاج الشراب، ومقهى، وغرفة خاصة للمناسبات، ومتجر لبيع منتجات القيقب وغيرها من السلع. ويُعتبر كراون لشراب القيقب هو المُنتج الوحيد الذي يستخدم نظام الترشيح عن طريق التناضح العكسي، والذي يزيل 80 ٪ من الماء الذي يوجد بداخل العصارة وتصفية الشوائب من العصارة. تحتوي الشركة أيضًا على واحدة من أكبر مبخرات شراب القيقب التي تم بناؤها على الإطلاق. في محاولة لضمان أن عملية إنتاج الشراب لها تأثير بيئي صغير، يتم تنظيف المعدات باستخدام البخارالناتج من عملية التبخير. وهذا يقلل من كمية المياه المستخدمة، والتي هي مفيدة بيئيًا وماليًا. وتبلغ معدلات الشراب النهائية لنسبة تصل إلى 67 على مقياس بريكس، أعلى من المستوى القياسي 66 ٪، ولكن أقل من الحد القانوني البالغ 68%.

## التوسع والمبيعات
يُمكن للآلات صنع شراب القيقب الحالية التعامل مع كمية عصارة ناتجة من 400000 شجرة يُمكن إستغلالها. ومع وجود ما يقرب من 100000 شجرة يتم إستغلالها حاليًا، فإن التوسع المخطط للأستفادة من 400000 شجرة سيجعل شركة كراون لصناعة القيقب أكبر مصنع منفرد لإنتاج شراب القيقب في العالم.
يتم تصنيف شراب القيقب كراون على أساس اللون والنكهة: الذهبي، الأصفر، الداكن، الداكن المظلم.
يتم تحديد النكهة الخاصة بمجموعة شراب القيقب كليًا من خلال حالة العصارة أثناء تدفقها من الأشجار. وهذا يعتمد على الظروف المختلفة للعوامل المناخية. بالإضافة إلى شراب القيقب، تقوم الشركة أيضًا ببيع سكر القيقب.
وتستخدم منتجاتها الآن في مطاعم مثل Le Bernadin و Eleven Madison Park و Lincoln Ristorante . ويُعتبر شراب القيقب أيضًا مكونًا من مكونات شوكولاتة ماست براذرز، وشوفان early bird، والمكسرات، وشوفان بولت بروكلين الخالي من الجلوتين، وآيس كريم ستيف وبلو. يتوفر الشراب أيضًا في ويست إلم، ودين وديلوكا، وتجار تجزئة الأطعمة المحدودة.